# Rachel (voornaam)
Rachel is een meisjesnaam.

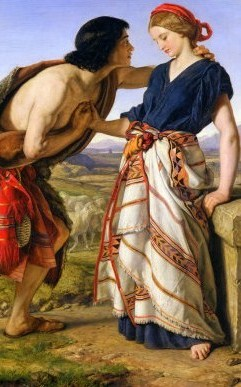
Rachel, door William Dyce.

Het is een Hebreeuwse naam die "schaap" of "ooi" betekent.
In het Oude Testament is aartsmoeder Rachel de tweede vrouw van Jakob en de moeder van Jozef en Benjamin.
De naam Rachel wordt in Nederland op verschillende manieren uitgesproken. Ook wel 'op zijn Engels' of 'op zijn Frans':
| Uitspraak  | IPA       | Fonetisch |
| ---------- | --------- | --------- |
| Nederlands | ˈrɑxɛl    | RAAgèl    |
| Nederlands | ˈrɑxgəl   | RAAgul    |
| Nederlands | ˈrɑxgɔl   | RAAgol    |
| Engels     | ˈre[t͡ɕ]əl | REETsjul  |
| Frans      | ʁaˈʃɛl    | raaSJEL   |

## Bekende naamdraagsters
- Rachel, aartsmoeder
- Rachel (actrice), een Franse actrice
- Rachel (dichteres), een Hebreeuwse dichteres
- Rachel Bilson, Amerikaanse actrice
- Rachel Hazes, weduwe van André Hazes
- Rachel Kramer, een Nederlandse zangeres bekend van K-otic en X Factor.
- Rachel McAdams, Canadese actrice
- Rachel Ros, een Franse zangeres die onder andere deelnam aan het ESC 1964 voor Frankrijk met het liedje le chant de Mallory
- Rachel Rosier, een Nederlands televisiepresentatrice en programmamaker.
- Rachel Stevens, Engelse zangeres
- Rachel Traets, een zangeres
- Rachel Weisz, Joods-Engelse actrice

## Fictieve naamdraagsters
- Rachel Green, personage uit de Amerikaanse sitcom Friends